# Pogány László (labdarúgó)
Pogány László (Szikszó, 1954. október 23. –) olimpiai válogatott labdarúgó, csatár. A Ferencvárossal 1980-81-ben bajnoki címet nyert.

## Pályafutása

### Klubcsapatban
Tízévesen kezdte a labdarúgást a Leninvárosi MTK csapatában. 1972-ben igazolta le a Ferencváros, ahol az ifjúsági és tartalékcsapatban szerepelt 1975-ig. 1975–1976-ban kétéves sorkatonai szolgálatát a Kossuth KFSE csapatánál töltötte. Ezután visszatért a Fradihoz és az élvonalban is bemutatkozott. 1981-ben bajnoki címet, ezenkívül három ezüst- és egy bronzérmet szerzett a csapattal. 1978-ban MNK győztes, három alkalommal döntős. 1986-ban egy idényt a másodosztályú Budafoki MTE csapatában játszott. 1989-ben az ESMTK-ban fejezte be az aktív labdarúgást.

### A válogatottban
1979 és 1983 között 6 alkalommal szerepelt az olimpiai válogatottban.

## Sikerei, díjai
- Magyar bajnokság
  - bajnok: 1980–1981
  - 2.: 1978–1979, 1981–1982, 1982–1983
  - 3.: 1976–1977
- Magyar Népköztársasági Kupa
  - győztes: 1978
  - döntős: 1977, 1979, 1986

## Statisztika

### Mérkőzései az olimpiai válogatottban
| Magyarország | Magyarország         | Magyarország                   | Magyarország | Magyarország | Magyarország  | Magyarország       | Magyarország | Magyarország |
| #            | Dátum                | Helyszín                       | Hazai        | Eredmény     | Vendég        | Kiírás             | Gólok        | Esemény      |
| ------------ | -------------------- | ------------------------------ | ------------ | ------------ | ------------- | ------------------ | ------------ | ------------ |
|              | 1979. november 24.   | Miskolc-Diósgyőr, DVTK-stadion | Magyarország | 3 – 0        | Csehszlovákia | olimpiai selejtező | -            | 59'          |
|              | 1983. április 13.    | Budapest, Csepel stadion       | Magyarország | 3 – 1        | Görögország   | olimpiai selejtező | -            | 73'          |
|              | 1983. szeptember 7.  | Budapest, Népstadion           | Magyarország | 0 – 1        | Szovjetunió   | olimpiai selejtező | -            |              |
|              | 1983. szeptember 21. | Drama                          | Görögország  | 1 – 2        | Magyarország  | olimpiai selejtező | -            |              |
|              | Összesen             |                                |              | 0            | mérkőzés      |                    | 0            | gól          |